# John Basilone
John Basilone (Buffalo, 4 de novembro de 1916 – Iwo Jima, 19 de fevereiro de 1945) foi um sargento do Corpo de Fuzileiros Navais dos Estados Unidos que ganhou a Medalha de Honra por suas ações na Batalha de Guadalcanal durante a Segunda Guerra Mundial. Ele é o único Marine norte-americano a receber a Medalha de Honra e uma Cruz da Marinha.

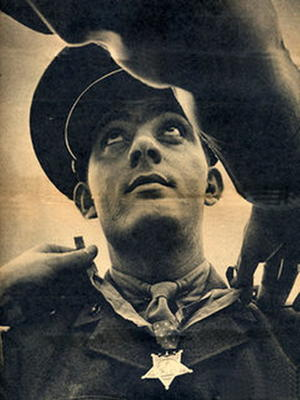
Basilone recebendo a Medalha de Honra em 1943.

Ele serviu três anos no Exército dos Estados Unidos, servindo nas Filipinas antes de se unir aos Fuzileiros em 1940. Depois do treinamento, Basilone foi designado para a Baía de Guantánamo em Cuba e então para as Ilhas Salomão. Em 1942, enquanto estava estacionado em Guadalcanal, ele ajudou a segurar uma força agressora de 3 000 soldados japoneses após sua tropa de 15 homens ter sido reduzida para dois, durante a Batalha de Henderson Field. Por suas ações, recebeu a Medalha de Honra por atos "além do chamado do dever". Em 1945, Basilone foi morto no primeiro dia da Batalha de Iwo Jima. Foi condecorado postumamente com a Cruz da Marinha por bravura. Ele mais tarde receberia várias honras como nomes de estradas, bases militares e até mesmo teve um contratorpedeiro da Marinha Americana batizado com seu nome.
Na minissérie da HBO The Pacific (2010), Basilone é interpretado pelo ator americano Jon Seda.